# Vy-lès-Filain
Vy-lès-Filain là một xã ở tỉnh Haute-Saône trong vùng Franche-Comté phía đông Pháp. Xã có diện tích 5,31 km², dân số năm 2006 là 73 người. Khu vực này có độ cao từ 252-320 mét trên mực nước biển.